# RY Весов
RY Весов (лат. RY Librae) — одиночная переменная звезда в созвездии Весов на расстоянии (вычисленном из значения параллакса) приблизительно 14022 световых лет (около 4299 парсеков) от Солнца. Видимая звёздная величина звезды — от +14m до +12m.

## Характеристики
RY Весов — пульсирующая переменная звезда типа RR Лиры (RRAB).